# 2014–2015-ös lengyel labdarúgó-bajnokság (első osztály)
A 2014–2015-ös Ekstraklasa (szponzorált nevén T-Mobile Ekstraklasa) a lengyel labdarúgó-bajnokság legmagasabb szintű versenyének 81. alkalommal megrendezett bajnoki éve. A pontvadászat 16 csapat részvételével, 2014. július 18-án indult és 2015. június 7-én ért véget.
A bajnoki címet a Lech Poznań szerezte meg, mely a klub történetének 7. bajnoki címe. A Zawisza Bydgoszcz és a GKS Bełchatów kiesett az élvonalból.

## A bajnokság rendszere
A pontvadászat 16 csapat részvételével zajlik, a csapatok a őszi-tavaszi lebonyolításban oda-visszavágós, körmérkőzéses rendszerben mérkőznek meg egymással. Minden csapat minden csapattal kétszer játszik, egyszer pályaválasztóként, egyszer pedig idegenben. Az alapszakasz végeztével a mezőny ketté válik. Az első nyolc helyen végzett csapat a felső, míg az utolsó nyolc helyen végzett csapat az alsóházban folytatja. Ebben a szakaszban már csak egy alkalommal találkoznak az együttesek.
A pontvadászat végső sorrendjét a 30 bajnoki forduló és a rájátszás mérkőzéseinek eredményei határozzák meg a szerzett összpontszám alapján kialakított rangsor szerint. A mérkőzések győztes csapatai 3 pontot, döntetlen esetén mindkét csapat 1-1 pontot kap. Vereség esetén nem jár pont.
Azonos összpontszám esetén a bajnokság sorrendjét az alábbi szempontok alapján határozzák meg:
1. az egymás ellen játszott bajnoki mérkőzések pontkülönbsége;
2. az egymás ellen játszott bajnoki mérkőzések gólkülönbsége;
3. az egymás ellen játszott bajnoki mérkőzéseken szerzett gólok száma;
4. a bajnoki mérkőzések gólkülönbsége;
5. a bajnoki mérkőzéseken szerzett gólok száma;

A bajnokság győztese lesz a 2014–15-ös lengyel bajnok, az utolsó két helyen végzett csapat pedig kiesik a másodosztályba.

## Változások a 2013–2014-es szezont követően
Búcsúzott az élvonaltól
- Widzew Łódź 15. helyezettként
- Zagłębie Lubin, 16. helyezettként

Feljutott az élvonalba
- GKS Bełchatów, a másodosztály győzteseként
- Górnik Łęczna, a másodosztály ezüstérmeseként

## Részt vevő csapatok
| Csapat                     | Székhely      | Stadion                       | 2013–14     |
| -------------------------- | ------------- | ----------------------------- | ----------- |
| Cracovia                   | Krakkó        | Józef Piłsudski Stadion       | 14.         |
| Bełchatów                  | Bełchatów     | Stadion GKS                   | 1. (II. o.) |
| Górnik Łęczna              | Łęczna        | Górnika Łęczna Stadion        | 2. (II. o.) |
| Górnik Zabrze              | Zabrze        | Ernest Pohl Stadion           | 6.          |
| Jagiellonia Białystok      | Białystok     | Białystoki városi stadion     | 11.         |
| Korona Kielce              | Kielce        | Kielcei városi stadion        | 13.         |
| Lech Poznań                | Poznań        | Stadion Miejski               | 2.          |
| Lechia Gdańsk              | Gdańsk        | PGE Arena                     | 4.          |
| Legia Warszawa             | Varsó         | Lengyel hadsereg stadionja    | 1.          |
| Piast Gliwice              | Gliwice       | Piast Stadion                 | 12.         |
| Podbeskidzie Bielsko-Biała | Bielsko-Biała | Bielsko-białai városi stadion | 10.         |
| Pogoń Szczecin             | Szczecin      | Florian Kryger Stadion        | 7.          |
| Ruch Chorzów               | Chorzów       | Ruch Chorzów Stadion          | 3.          |
| Śląsk Wrocław              | Wrocław       | Városi Stadion                | 9.          |
| Wisła Kraków               | Krakkó        | Krakkói városi stadion        | 5.          |
| Zawisza Bydgoszcz          | Bydgoszcz     | Zdzisław Krzyszkowiak Stadion | 8.          |

## A bajnokság végeredménye

### Alapszakasz
| #   | Csapat                     | M  | GY | D  | V  | G+ – G– | GK  | P  | Megjegyzések |
| --- | -------------------------- | -- | -- | -- | -- | ------- | --- | -- | ------------ |
| 1.  | Legia WarszawaCV           | 30 | 17 | 5  | 8  | 57–30   | +27 | 56 | Felsőház     |
| 2.  | Lech Poznań                | 30 | 14 | 12 | 4  | 52–27   | +25 | 54 | Felsőház     |
| 3.  | Jagiellonia Białystok      | 30 | 14 | 7  | 9  | 43–35   | +8  | 49 | Felsőház     |
| 4.  | Śląsk Wrocław              | 30 | 12 | 10 | 8  | 43–36   | +7  | 46 | Felsőház     |
| 5.  | Wisła Kraków               | 30 | 11 | 10 | 9  | 47–39   | +8  | 43 | Felsőház     |
| 6.  | Górnik Zabrze              | 30 | 11 | 10 | 9  | 43–43   | 0   | 43 | Felsőház     |
| 7.  | Pogoń Szczecin             | 30 | 11 | 8  | 11 | 40–38   | +2  | 41 | Felsőház     |
| 8.  | Lechia Gdańsk              | 30 | 11 | 8  | 11 | 36–37   | −1  | 41 | Felsőház     |
| 9.  | Korona Kielce              | 30 | 10 | 9  | 11 | 34–42   | −8  | 39 | Alsóház      |
| 10. | Piast Gliwice              | 30 | 11 | 6  | 13 | 38–43   | −5  | 39 | Alsóház      |
| 11. | Podbeskidzie Bielsko-Biała | 30 | 10 | 9  | 11 | 40–48   | −8  | 39 | Alsóház      |
| 12. | Cracovia                   | 30 | 10 | 7  | 13 | 35–41   | −6  | 37 | Alsóház      |
| 13. | Górnik ŁęcznaÚ             | 30 | 8  | 10 | 12 | 31–37   | −6  | 34 | Alsóház      |
| 14. | Ruch Chorzów               | 30 | 8  | 9  | 13 | 33–38   | −5  | 33 | Alsóház      |
| 15. | GKS BełchatówÚ             | 30 | 8  | 7  | 15 | 24–42   | −18 | 31 | Alsóház      |
| 16. | Zawisza Bydgoszcz          | 30 | 8  | 5  | 17 | 32–52   | −20 | 29 | Alsóház      |

Forrás: 90minut.pl (lengyelül) 
A rangsorolás alapszabályai: 1. összpontszám, 2. egymás elleni eredmények összpontszáma, 3. gólkülönbség, 4. szerzett gólok száma.
(B): Bajnokcsapat, (K): Kieső csapat, (F): Feljutó csapat, (I): Kupainduló, (R): A rájátszás győztese, (KGY): Kupagyőztes

#### Eredmények
|                   | GKS  | GŁę  | GZa  | Jag  | Kor  | KSC  | LcP  | LcD  | Leg  | Pia  | Pod  | Pog  | Ruc  | Slą  | Wis  | Zaw  |
| ----------------- | ---- | ---- | ---- | ---- | ---- | ---- | ---- | ---- | ---- | ---- | ---- | ---- | ---- | ---- | ---- | ---- |
| GKS Bełchatów     | –––– | 1-1  | 1-0  | 0-0  | 2-0  | 1-1  | 1-2  | 1-1  | 0-3  | 0-0  | 1-2  | 1-0  | 0-1  | 2-0  | 3-1  | 1-4  |
| Górnik Łęczna     | 1-1  | –––– | 0-1  | 0-0  | 1-0  | 2-1  | 1-1  | 1-1  | 3-1  | 1-2  | 0-0  | 4-2  | 3-0  | 1-1  | 1-1  | 5-2  |
| Górnik Zabrze     | 2-0  | 2-0  | –––– | 3-0  | 1-1  | 2-0  | 1-1  | 2-2  | 0-4  | 1-2  | 3-3  | 1-1  | 2-2  | 3-3  | 0-5  | 2-1  |
| Jagiellonia       | 0-1  | 2-1  | 1-0  | –––– | 1-2  | 2-1  | 1-0  | 2-2  | 0-3  | 2-1  | 4-2  | 5-0  | 2-0  | 1-3  | 2-2  | 0-0  |
| Korona Kielce     | 2-0  | 2-0  | 0-3  | 0-3  | –––– | 1-2  | 2-2  | 3-2  | 0-0  | 1-0  | 2-1  | 2-2  | 0-0  | 2-2  | 3-2  | 2-2  |
| KS Cracovia       | 3-1  | 2-1  | 1-2  | 1-1  | 2-1  | –––– | 0-0  | 3-2  | 1-3  | 3-1  | 1-3  | 0-1  | 1-0  | 1-1  | 1-0  | 1-0  |
| Lech Poznań       | 5-0  | 1-0  | 3-0  | 2-0  | 1-1  | 1-1  | –––– | 1-0  | 2-1  | 4-0  | 1-1  | 1-1  | 2-1  | 2-0  | 2-3  | 6-2  |
| Lechia Gdańsk     | 1-0  | 2-0  | 1-0  | 1-1  | 1-2  | 1-0  | 1-2  | –––– | 1-0  | 3-1  | 1-0  | 0-1  | 3-3  | 1-4  | 1-0  | 0-0  |
| Legia Warszawa    | 0-1  | 5-0  | 1-1  | 1-3  | 2-0  | 2-0  | 2-2  | 1-0  | –––– | 2-0  | 3-0  | 2-1  | 2-1  | 4-3  | 2-2  | 2-0  |
| Piast Gliwice     | 3-1  | 0-0  | 2-2  | 0-2  | 1-2  | 4-2  | 3-2  | 1-3  | 3-1  | –––– | 3-0  | 1-0  | 0-1  | 2-0  | 0-0  | 3-0  |
| Podbeskidzie      | 1-1  | 1-0  | 0-3  | 1-0  | 2-2  | 1-1  | 0-2  | 1-0  | 2-1  | 2-4  | –––– | 2-3  | 3-0  | 2-2  | 2-2  | 2-1  |
| Pogoń Szczecin    | 3-0  | 0-1  | 3-1  | 2-0  | 2-0  | 2-1  | 1-1  | 0-1  | 2-1  | 0-0  | 1-2  | –––– | 1-1  | 4-1  | 0-3  | 3-0  |
| Ruch Chorzów      | 0-1  | 1-2  | 1-2  | 5-2  | 0-1  | 3-0  | 0-0  | 1-1  | 0-0  | 2-0  | 2-0  | 2-1  | –––– | 1-0  | 1-2  | 1-2  |
| Sląsk Wrocław     | 2-1  | 2-1  | 2-0  | 0-1  | 1-0  | 0-0  | 1-1  | 3-0  | 1-3  | 3-0  | 0-0  | 1-1  | 2-0  | –––– | 1-0  | 2-1  |
| Wisła Kraków      | 1-0  | 2-0  | 1-1  | 0-2  | 2-0  | 2-1  | 1-2  | 3-1  | 0-3  | 1-1  | 3-2  | 1-1  | 2-2  | 1-1  | –––– | 0-1  |
| Zawisza Bydgoszcz | 2-1  | 0-0  | 1-2  | 1-3  | 2-0  | 0-3  | 1-0  | 0-2  | 1-2  | 2-0  | 1-2  | 2-1  | 1-1  | 0-1  | 2-4  | –––– |

### Felsőház
| #  | Csapat                | M  | GY | D  | V  | G+ – G– | GK  | P  | Megjegyzések |
| -- | --------------------- | -- | -- | -- | -- | ------- | --- | -- | ------------ |
| 1. | Lech Poznań           | 37 | 19 | 13 | 5  | 67–33   | +34 | 70 | POL          |
| 2. | Legia WarszawaCV      | 37 | 21 | 7  | 9  | 64–33   | +31 | 70 |              |
| 3. | Jagiellonia Białystok | 37 | 19 | 8  | 10 | 59–44   | +15 | 65 |              |
| 4. | Śląsk Wrocław         | 37 | 15 | 13 | 9  | 50–43   | +7  | 58 |              |
| 5. | Lechia Gdańsk         | 37 | 13 | 10 | 14 | 45–47   | −2  | 49 |              |
| 6. | Wisła Kraków          | 37 | 12 | 13 | 12 | 56–48   | +8  | 49 |              |
| 7. | Górnik Zabrze         | 37 | 12 | 11 | 14 | 50–60   | −10 | 47 |              |
| 8. | Pogoń Szczecin        | 37 | 11 | 9  | 17 | 45–52   | −7  | 42 |              |

Forrás: 90minut.pl (lengyelül) 
A rangsorolás alapszabályai: 1. összpontszám, 2. egymás elleni eredmények összpontszáma, 3. gólkülönbség, 4. szerzett gólok száma.
(B): Bajnokcsapat, (K): Kieső csapat, (F): Feljutó csapat, (I): Kupainduló, (R): A rájátszás győztese, (KGY): Kupagyőztes

#### Eredmények
|                | Gór  | Jag    | LcP    | LcD  | Leg    | Pog    | Sla    | Wis   |
| -------------- | ---- | ------ | ------ | ---- | ------ | ------ | ------ | ----- |
| Górnik Zabrze  | –––– |        | 1-6    | 0-1  |        | 2-0    |        |       |
| Jagiellonia    | 3-2  | ––––\| |        | 4-2  |        |        | 1-1    | 2-1   |
| Lech Poznań    |      | 1-3    | ––––\| |      |        | 1-0    | 3-0    | 0-0   |
| Lechia Gdańsk  |      |        | 1-2    | –––– | 0-0    |        |        | 2-2   |
| Legia Warszawa | 2-0  | 1-0    | 1-2    |      | ––––\| |        |        | 1-0   |
| Pogoń Szczecin |      | 1-3    |        | 1-3  | 0-1    | ––––\| |        |       |
| Śląsk Wrocław  | 1-1  |        |        | 1-0  | 1-1    | 2-1    | ––––\| |       |
| Wisła Kraków   | 4-1  |        |        |      |        | 2-2    | 0-1    | ––––- |

### Alsóház
| #   | Csapat                     | M  | GY | D  | V  | G+ – G– | GK  | P  | Megjegyzések |
| --- | -------------------------- | -- | -- | -- | -- | ------- | --- | -- | ------------ |
| 9.  | Cracovia                   | 37 | 15 | 9  | 13 | 50–44   | +6  | 54 |              |
| 10. | Ruch Chorzów               | 37 | 12 | 10 | 15 | 44–46   | −2  | 46 |              |
| 11. | Korona Kielce              | 37 | 12 | 11 | 14 | 44–55   | −11 | 47 |              |
| 12. | Piast Gliwice              | 37 | 13 | 8  | 16 | 50–56   | −6  | 47 |              |
| 13. | Podbeskidzie Bielsko-Biała | 37 | 12 | 10 | 15 | 47–60   | −13 | 46 |              |
| 14. | Górnik ŁęcznaÚ             | 37 | 11 | 11 | 15 | 39–46   | −7  | 44 |              |
| 15. | Zawisza Bydgoszcz          | 37 | 10 | 8  | 19 | 45–63   | −18 | 38 | 1. Liga      |
| 16. | GKS BełchatówÚ             | 37 | 9  | 9  | 19 | 35–60   | −25 | 36 | 1. Liga      |

Forrás: 90minut.pl (lengyelül) 
A rangsorolás alapszabályai: 1. összpontszám, 2. egymás elleni eredmények összpontszáma, 3. gólkülönbség, 4. szerzett gólok száma.
(B): Bajnokcsapat, (K): Kieső csapat, (F): Feljutó csapat, (I): Kupainduló, (R): A rájátszás győztese, (KGY): Kupagyőztes

#### Eredmények
|                   | GKS  | Gór    | Cra    | Kor  | Pia    | Pod    | Ruc    | Zaw   |
| ----------------- | ---- | ------ | ------ | ---- | ------ | ------ | ------ | ----- |
| GKS Belchatow     | –––– |        |        | 2-2  |        | 0-2    |        | 1-4   |
| Górnik Łęczna     | 1-0  | ––––\| | 0-3    |      |        |        | 0-1    |       |
| KS Cracovia       | 1-1  |        | ––––\| | 1-1  |        |        | 1-0    | 3-1   |
| Korona Kielce     |      | 1-3    |        | –––– | 2-1    | 3-1    | 0-2    |       |
| Piast Gliwice     | 6-3  | 2-3    | 0-3    |      | ––––\| | 2-1    |        |       |
| Podbeskidzie      |      | 1-0    | 0-3    |      |        | ––––\| | 0-2    | 2-2   |
| Ruch Chorzow      | 2-4  |        |        |      | 1-1    |        | ––––\| | 3-2   |
| Zawisza Bydgoszcz |      | 1-1    |        | 3-1  | 0-0    |        |        | ––––- |

## A góllövőlista élmezőnye

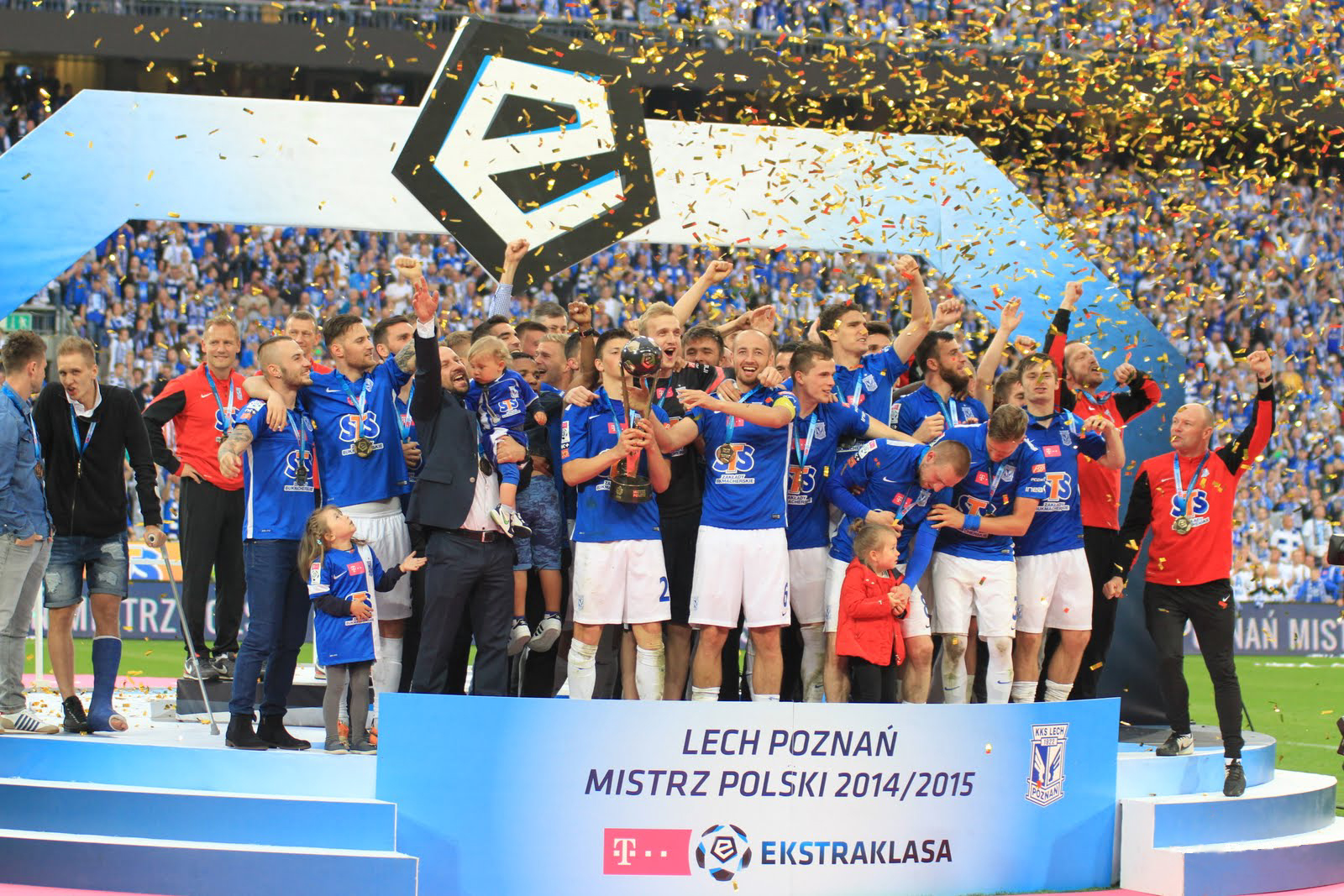
A bajnokságot a Lech Poznań nyerte.

| #  | Játékos            | Klub                  | Gólok |
| -- | ------------------ | --------------------- | ----- |
| 1  | Kamil Wilczek      | Piast Gliwice         | 20    |
| 2  | Flávio Paixão      | Śląsk Wrocław         | 18    |
| 3  | Paweł Brożek       | Wisła Kraków          | 15    |
| 3  | Patryk Tuszyński   | Jagiellonia Białystok | 15    |
| 5  | Grzegorz Kuświk    | Ruch Chorzów          | 14    |
| 5  | Mateusz Piątkowski | Jagiellonia Białystok | 14    |
| 7  | Kasper Hämäläinen  | Lech Poznań           | 13    |
| 7  | Orlando Sá         | Legia Warszawa        | 13    |
| 9  | Łukasz Zwoliński   | Pogoń Szczecin        | 12    |
| 10 | Fedor Černych      | Górnik Łęczna         | 11    |
| 10 | Arkadiusz Piech    | GKS Bełchatów         | 11    |
| 10 | Deniss Rakels      | Cracovia              | 11    |
| 10 | Marcin Robak       | Pogoń Szczecin        | 11    |